# 杨成庄乡
杨成庄乡，是中华人民共和国天津市静海区下辖的一个乡镇级行政单位。

## 行政区划
杨成庄乡下辖以下地区：
管铺头村、砖垛村、董庄窠村、闫家冢村、双窑村、梅厂村、宫家屯村、前寨村、后寨村、西寨村、东寨村和杨成庄村。